# Bitwa pod Rosią
Bitwa pod Rosią – walki polskiej 1 Dywizji Litewsko-Białoruskiej gen. Stefana de Latoura z oddziałami pięciu sowieckich dywizji 3. i 15 Armii w czasie lipcowej ofensywy Frontu Zachodniego Michaiła Tuchaczewskiego w okresie wojny polsko-bolszewickiej.

## Położenie wojsk przed bitwą
W pierwszej dekadzie lipca przełamany został front polski nad Autą, a wojska Frontu Północno-Wschodniego gen. Stanisława Szeptyckiego cofały się pod naporem ofensywy Michaiła Tuchaczewskiego.
Naczelne Dowództwo nakazało powstrzymanie wojsk sowieckiego Frontu Zachodniego na linii dawnych okopów niemieckich z okresu I wojny światowej.
Sytuacja operacyjna, a szczególnie upadek Wilna i obejście pozycji polskich od północy, wymusiła dalszy odwrót.
1 Armia gen. Gustawa Zygadłowicza cofała się nad Niemen, a 4 Armia nad Szczarę.
Opór 1 Dywizji Litewsko-Białoruskiej na linii Niemna pod Mostami spowodował, że dowództwo sowieckiej 3 Armii musiało zmienić kierunki natarcia swoim związkom taktycznym.
Również sąsiednie 15. i 16 Armia, a także odwód frontu – 5 Dywizja Strzelców, zostały taktycznie zaangażowane w bitwie.

## Walczące wojska
| Jednostka                      | Dowódca                     | Podporządkowanie   |
| Wojsko Polskie                 |                             |                    |
| Dywizja Litewsko-Białoruska    | gen. Jan Rządkowski         | 1 Armia            |
| ⇒ Wileński pułk strzelców      |                             | Dywizja Lit.-Biał. |
| ⇒ Miński pułk strzelców        |                             | Dywizja Lit.-Biał. |
| II Brygada Litewsko-Białoruska | płk Kazimierz Rybicki       | Dywizja Lit.-Biał. |
| ⇒ Grodzieński pułk strzelców   | ppłk Bronisław Bohaterewicz | Dywizja Lit.-Biał. |
| ⇒ Nowogródzki pułk strzelców   | mjr Władysław Oziewicz      | Dywizja Lit.-Biał. |
| szwadron 3 psk                 | por. Stanisław Czuczełowicz | Dywizja Lit.-Biał. |
| Armia Czerwona                 |                             |                    |
| 21 Dywizja Strzelców           | Iwan Smolin                 | 3 Armia            |
| ⇒ 61 Brygada Strzelców         |                             | 21 DS              |
| ⇒ 62 Brygada Strzelców         |                             | 21 DS              |
| ⇒ 21 pułk kawalerii            |                             | 21 DS              |
| 11 Dywizja Strzelców           | p.o. M. Simonow             | 15 Armia           |
| 56 Dywizja Strzelców           | Fiodor Mironow              | 15 Armia           |
| 16 Dywizja Strzelców           | Samuił Miedwiedowski        | 15 Armia           |
| 6 Dywizja Strzelców            | Aleksiej Storożenko         | 3 Armia            |

## Walki 1 Dywizji Litewsko-Białoruskiej

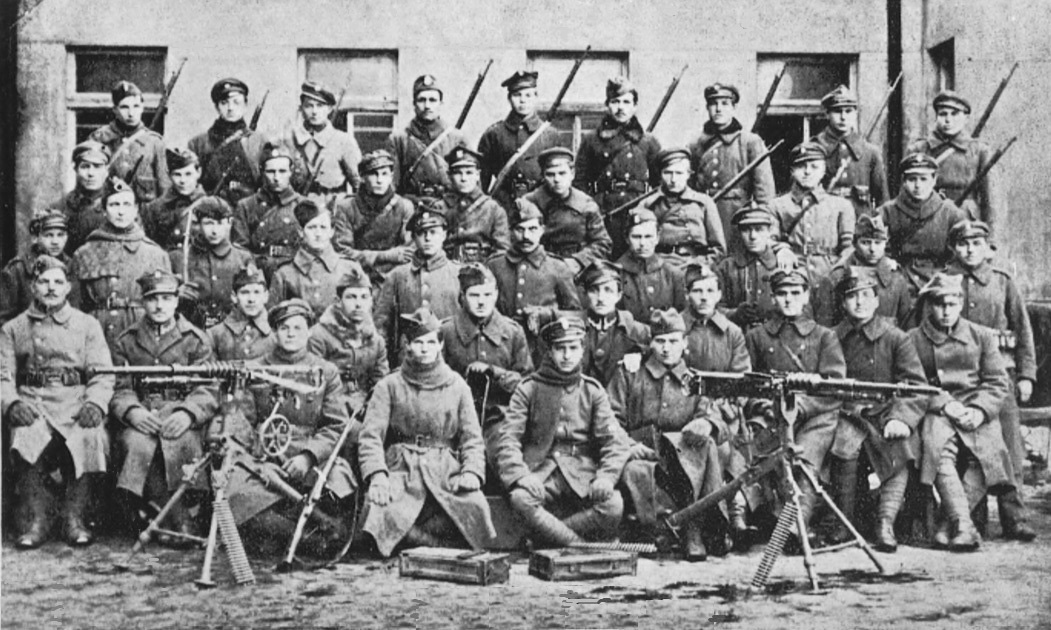
1 kompania karabinów maszynowych Wileńskiego Pułku Strzelców 1 Dywizji Litewsko-Białoruskiej

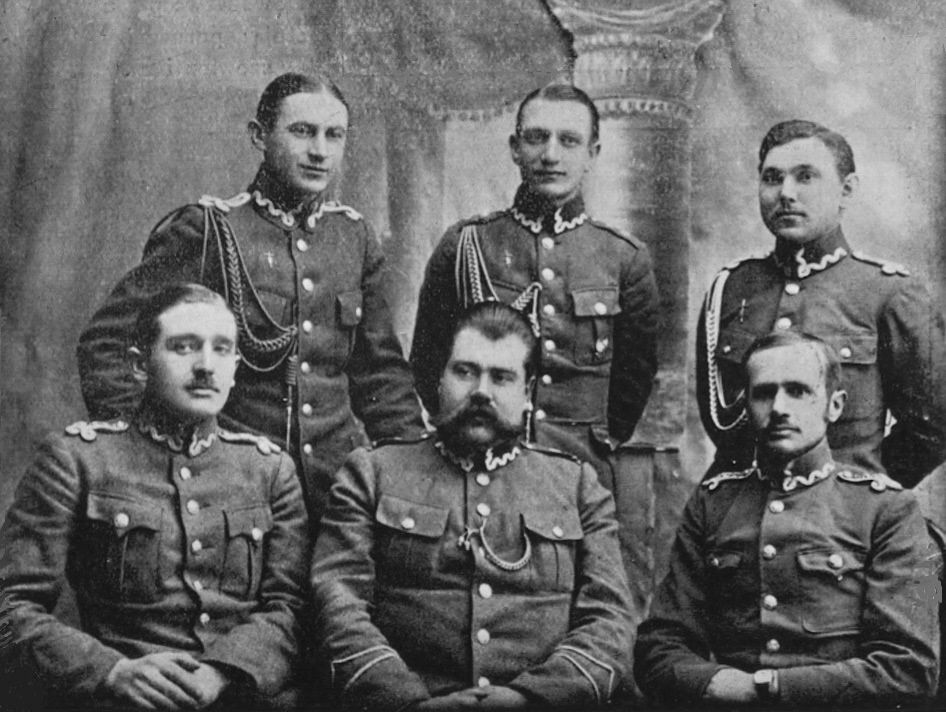
Mjr Stanisław Bobiatyński z dowódcami batalionów Wileńskiego Pułku Strzelców

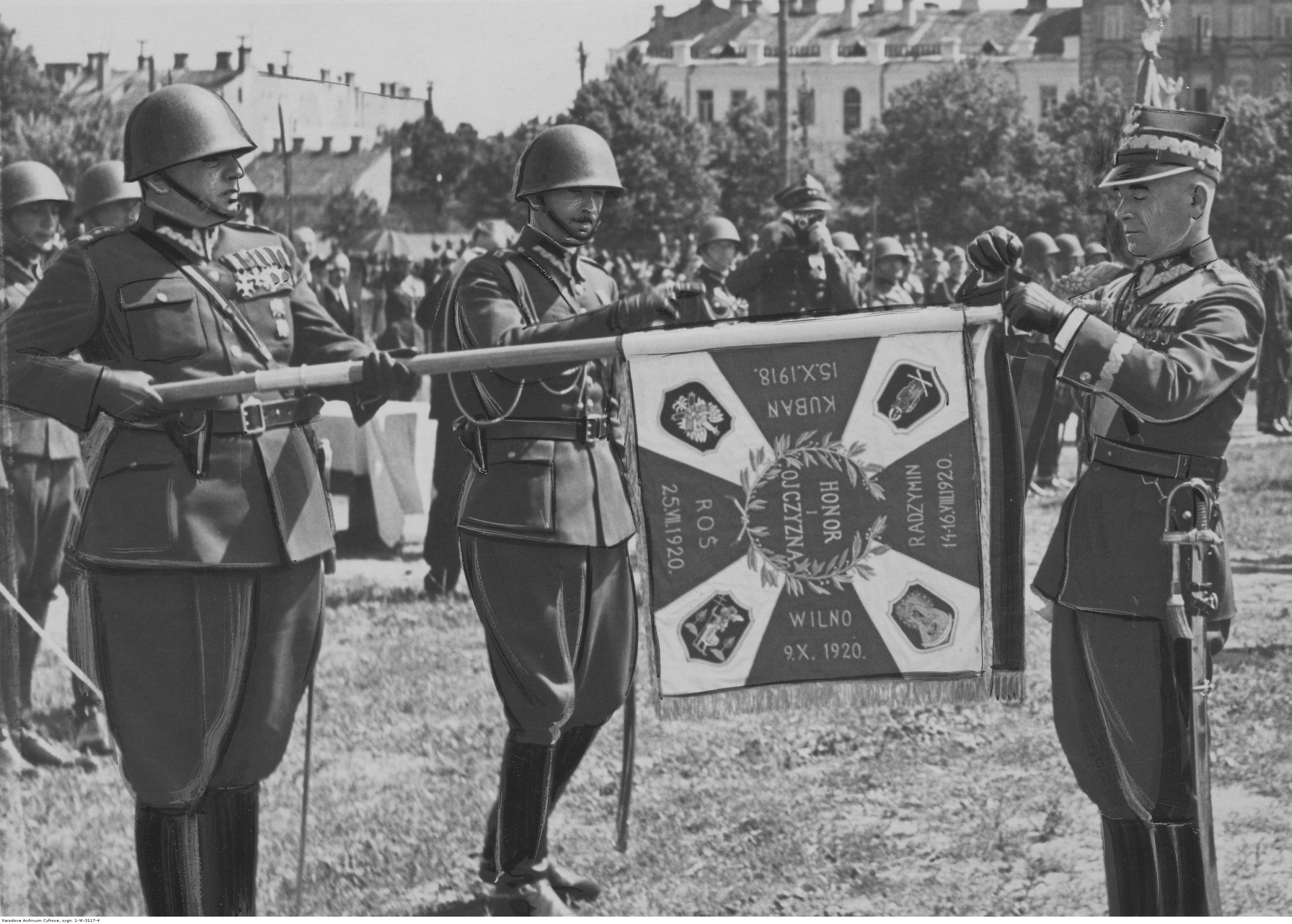
Udział 1 pułku artylerii polowej Litewsko-Białoruskiej w bitwie pod Rosią został upamiętniony na jego sztandarze. Marszałek Edward Rydz-Śmigły przypina szarfę do sztandaru.

Mimo sukcesów 1 DL-B w walce obronnej w rejonie Mostów, nowy dowódca 1 Armii gen. Jan Romer nakazał wycofanie dywizji na linię rzeki Rosi. Tymczasem przeciwnik, wykorzystując luki w polskiej obronie, wyszedł na tyły 1 DL-B, a sowiecka 11 Dywizja Strzelców opanowała miejscowość Roś.
24 lipca oddziały polskiej dywizji rozpoczęły realizację rozkazu dowódcy armii i około 1300 zaczęły wycofywać się w kierunku Piasków. Szczególnie ciężko było oderwać się od przeciwnika II Brygadzie L-B i III/ mińskiego pułku strzelców, a nowogródzki pułk na swojej drodze odwrotu z folwarku Nowinki ku Piaskom musiał omijać palące się lasy. W podobnej sytuacji znalazł się też wileński pułk mjr. Stanisława Bobiatyńskiego, którego pożar lasów zaskoczył na prawym skrzydle dywizji.
W godzinach popołudniowych z oddziałów dywizji sformowano kolumnę marszową. W straży przedniej ruszył szwadron por. Stanisława Czuczełowicza i wileński pułk strzelców, zaś w kolumnie głównej maszerował III/grodzieńskiego pułku strzelców, osłaniający tabory i artylerię oraz nowogródzki pułk strzelców. Ariergardę stanowił grodzieński pułk z plutonem artylerii. III/mińskiego pułku stanowił ubezpieczenie boczne (prawe).
Kiedy około 1800 z dworu Białawicze ruszyło czoło dywizji, ariergardę atakowały już pod Piaskami oddziały 61. i 62 Brygady Strzelców, a na lewe skrzydło kolumny uderzał 21 pułk kawalerii z 21 Dywizji Strzelców.
Około 2000, kolumna główna dywizji weszła do lasu Chomin Bór. W tym momencie rozszalała się burza i ataki bolszewickie ustały. Tu gen. Stefan de Latour dowiedział się o zajęciu Rosi. Zaskoczony, nie podjął decyzji o natychmiastowym natarciu i w rezultacie wojsko stało bezczynnie, stłoczone na leśnej drodze 3–5 km od celu ataku. Ulewa i burza uniemożliwiały też wypoczynek.
Brak decyzji pełniącego obowiązki dowódcy dywizji wykorzystali Sowieci, a Chomin Bór otoczyły 11., 56., 21., 6. i 16 Dywizje Strzelców. Stosunek sił dla strony polskiej był wysoce niekorzystny. Licząca około 1700 żołnierzy i 27 dział dywizja polska była otoczona przez około 10–12 000 czerwonoarmistów, z kilkunastoma bateriami artylerii. Piechota mogła próbować przeprawy przez grząską, bagnistą dolinę Rosi, ale artylerię i tabory należałoby w tym przypadku spisać na straty. Wysłany na rozpoznanie 1 szwadron ułanów Grodzieńskich por. Czuczełowicza ustalił, że wolna pozostała tylko droga na Nowosiółki – Moczulne. Dalej rozpoznanie prowadzone było już przez dwa szwadrony kawalerii dywizyjnej. Idące w mroku szwadrony wpadły około północy na piechotę sowiecką. Ostatnia droga odwrotu okazała się zamknięta. Około północy między stojące w ciszy kolumny polskiej dywizji wjechał patrol kozaków dońskich z 21 Dywizji Strzelców, który bez strzału rozbrojono.
Gen. de Latour zebrał wyższych oficerów dywizji i zorganizował swoistą „radę wojenną”. Rozważano kilka propozycji działania. Ppłk Kazimierz Rybicki proponował, by o świcie uderzyć całością sił na Roś. Pozostali uczestnicy narady zdecydowali podjąć nocny marsz na Nowosiółki.
W celu odwrócenia uwagi, II batalion wileńskiego pułku strzelców i 1 szwadron ułanów Grodzieńskich miały wykonać natarcie demonstracyjne na Roś.
Wybrano wariant drugi i tuż przed świtem ruszono na Nowosiółki. Idące w awangardzie III batalion mińskiego pułku strzelców i III/wileńskiego pułku strzelców, pod dowództwem ppłk. Rybickiego, napotkały tyralierę sowiecką z 11 Dywizji Strzelców i z marszu przystąpiły do natarcia. W walce wręcz zdobyły Karpowce i Nowosiółki i maszerowały dalej na Brzostowicę.
Tymczasem gen. de Latour zatrzymał siły główne dywizji na skraju lasu, oceniając, że luka w ugrupowaniu nieprzyjaciela nie jest dostatecznie szeroka. W wyniku kolejnego zastoju w działaniach wojsk, utracono łączność ze strażą przednią. Dopiero wtedy, na czele dwóch kompanii wileńskiego pułku strzelców, kompanii mińskiego pułku strzelców i obsady szkoły podoficerskiej, ruszył dowódca wileńskiego pułku strzelców mjr Stanisław Bobiatyński. W tym czasie dowództwo sowieckie zdążyło już ściągnąć posiłki na zagrożone kierunki. Kiedy o świcie kolumny polskie wyszły z lasu na płaski, pozbawiony osłony teren, ogień do nich otworzył 504 pułk strzelców, a oddział mjr. Bobiatyńskiego zmuszony był wycofać się do Chomin Boru. Za oddziałem podążali czerwonoarmiści. Zdezorientowany i chwiejny w podejmowaniu decyzji gen. de Latour praktycznie przestał dowodzić. Od tego momentu oficerowie sztabu podpisywali rozkazy nazwiskiem popularnego i szanowanego przez żołnierzy ppłk. Kazimierza Rybickiego. W krytycznej sytuacji na wysokości zadania stanęli artylerzyści. Dowódca I/1 pułku artylerii polowej Litewsko-Białoruskiej por. Brunon Romiszewski wyprowadził swoje trzy baterie pod tyraliery sowieckie i z odległości kilkuset metrów otworzył ogień na wprost. Dołączyły do niego dwie baterie III dywizjonu i haubice 3/13 pac. Skoncentrowany ogień sześciu baterii załamał atak nieprzyjaciela. Po piętnastominutowym ostrzale wszyscy zdolni do działania żołnierze, bez względu na specjalność wojskową, ruszyli do ataku.
Spontaniczne uderzenie odrzuciło nieprzyjaciela w kierunku Rosi. Za grupą uderzeniową ruszyła artyleria i tabory dywizji. Kolumnie taborów torował drogę szwadron ułanów grodzieńskich. Jego dowódca, dawny oficer pułku kozackiego, por. Stanisław Czuczełowicz wcielił do swojego oddziału 23 jeńców sowieckich – kozaków dońskich, którzy przystali ochoczo na służbę w Wojsku Polskim. Chwilowe niepowodzenie u Sowietów skutkowało wyprowadzeniem przez nich kontrataku. Wyprowadziła go spod Rosi 11 Dywizja Strzelców. W tym położeniu adiutant II Brygady Litewsko-Białoruskiej por. Aleksander Rojszyk zorganizował oryginalne ubezpieczenie boczne – wydał rozkaz wysunięcia do przodu całej broni maszynowej. Każdy batalion wychodzący na skraj lasu wysyłał wszystkie posiadane ckm-y na prawo od drogi. W ten sposób powstał oddział osłony w sile około pięćdziesięciu ckm-ów, który ubezpieczał szybko maszerującą kolumnę piechoty i taborów. W miarę posuwania się kolumny, od jej czoła rozwijały się kolejne plutony i kompanie ckm, aby po przejściu kolumny dołączyć do jej tyłów. Zmasowany ogień broni maszynowej załamał wszystkie ataki nieprzyjaciela na maszerujące oddziały. W tym czasie na sowieckie lewe skrzydło uderzył II batalion wileńskiego pułku strzelców, wracający po wykonaniu natarcia demonstracyjnego na Roś i zmusił Sowietów do odwrotu.
Maszerujące dalej główne siły 1 DL-B napotkały pod Miniewszczyzną pododdziały sowieckiego 502 pułku strzelców. Ogień broni maszynowej przyparł dywizjon por. Romiszewskiego do rzeki, a na zatrzymaną artylerię wpadły skłębione tabory. W tej sytuacji dowódca 3 baterii por. Brzeszczyński stanął na czele mieszanego oddziału piechoty i artylerzystów i związał nieprzyjaciela walką od czoła, natomiast por. Czuczełowicz obszedł ze swoim szwadronem ułanów skrzydło piechoty sowieckiej i uderzył na nie. Szarża około sześćdziesięciu kawalerzystów całkowicie zaskoczyła przeciwnika. Wzięto kilkudziesięciu jeńców i dwa ckm-y.
Zdarzały się też elementy wojny psychologicznej. Otoczony przez czterech czerwonoarmistów por. Czuczełowicz wykazał znajomość psychiki żołnierza rosyjskiego i do repetujących broń Rosjan krzyknął pewnym siebie głosem: Kakoj gubierni? Zgodnie odpowiedzieli: Kostromskoj, wasze błagorodije i rzucili karabiny. Działania oddolne dowódców niższego szczebla spowodowały, że 502 pułk strzelców wycofał się przez Las Zamkowy do Wołkowyska. Dywizja mogła dalej kontynuować wycofywanie.
W czasie marszu chętnie korzystano z pomocy miejscowych przewodników. Główna kolumna dywizji, prowadzona przez miejscowego Polaka, około 800 doszła do nieużywanego brodu na Rosi i przeprawiła się na jej zachodni brzeg. W okolicach folwarku Teolina przeorganizowano ugrupowanie marszowe i ruszono dalej na zachód. Przed południem połączono się z oddziałem ppłk. Rybickiego.
Tymczasem na opuszczony przez 1 Dywizję Litewsko-Białoruską Chomin Bór uderzyły koncentrycznie dywizje sowieckie. Zdezorientowane, rozpoczęły walkę między sobą. Zanim dowództwo sowieckie opanowało zamieszanie i uporządkowało jednostki, oddziały polskie znalazły się w odległości jednego dnia marszu od wojsk sowieckich 3. i 15 Armii. Dywizja maszerowała w kierunku na Wiejki i Pozierany, często między kolumnami oddziałów Armii Czerwonej, które parokrotnie bezskutecznie próbowały ją zatrzymać.
Komunikat prasowy polskiego Sztabu Generalnego z 25 lipca 1920 donosił:

Przez cały dzień wczorajszy nieprzyjaciel w dalszym ciągu z wielką energią prowadzi ataki na północnym froncie […]. Główne natarcia skierowane były w stronę Sokółki i wzdłuż szosy z Wołpy na Roś. Oddziały nasze odstępują w ciężkich walkach.

## Bilans walk
Bitwa pod Rosią pozwoliła 1 Dywizji Litewsko-Białoruskiej rozerwać pierścień okrążenia pięciu dywizji Armii Czerwonej i uniknąć rozbicia. Straty polskie to 150 poległych i rannych, 35 jeńców, trzy ckm-y, a straty sowieckie to około trzystu poległych i rannych, stu jeńców, dwa ckm-y.